# Agorato
Agorato (in greco antico: Ἀγόρατος, alla greca Agòrato; Atene, ... – ...; fl. V secolo a.C.) è stato un politico ateniese.

## Biografia
Schiavo di nascita, durante il dominio dei Trenta tiranni (404 - 403 a.C.) fu noto per aver denunciato molti concittadini, condannandoli indirettamente a morte. 
Contro di lui Lisia nel 398 a.C. compose la XIII orazione (Κατὰ Ἀγοράτου).